# Тетрапод (конструкція)

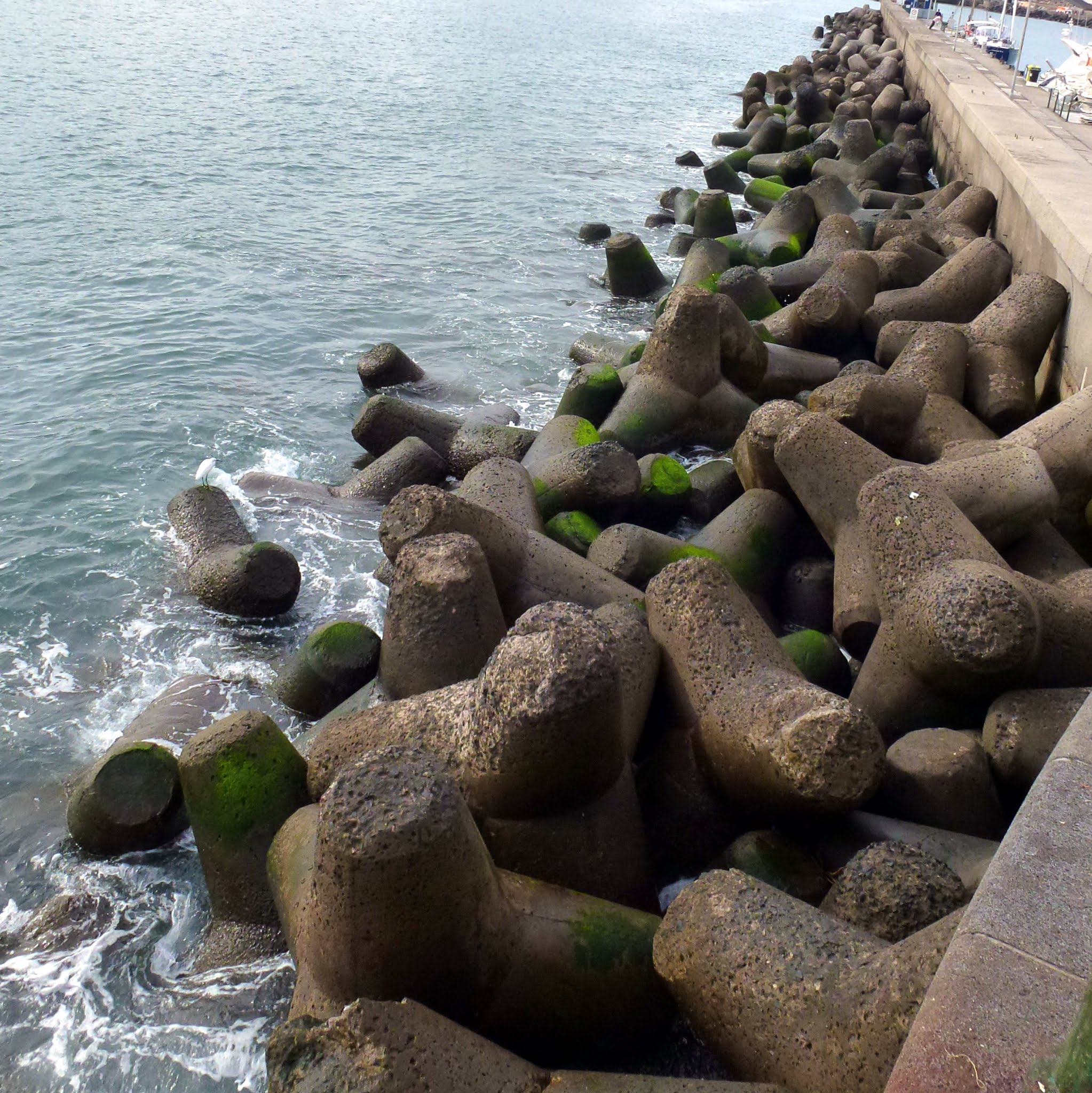
Хвилеріз з тетраподів.
Конструкція «масивова кладка».

Тетрапо́д (грец. Τέτρα, латиніз. tetra — чотири, pus, podos — нога) — інженерна конструкція, тетраедроподібний залізобетоннний блок. Їх використовують при створенні берегозахисних і огороджувальних споруд. Конструкція тетраподів дозволяє розсіяти силу хвиль, змушуючи воду обтікати їх, а також запобігає зсуву ґрунту в море. Форма тетраподів забезпечує їх взаємне блокування при будівництві берегозахисних споруд, що підсилює їх ефективність.
Тетрапод був винайдений у 1950 році Laboratoire Dauphinois d'Hydraulique (нині компанія Sogreah) в Греноблі у Франції. Виріб не захищений патентом і широко використовується у всьому світі.

## Конструкція, стандарти
Згідно з ГОСТ 20425-75, тетрапод має тетраедроподібну форму. Кут між осями конусів-основ по горизонталі 120°, між основою і поверхнею — 19°28'. Конус-вершина розташований під кутом 109°28' до конусів-основи.
Як правило, тетраподи виготовляють без підйомних петель — через велику вагу підйом і установку тетраподів здійснюють за допомогою спеціальних пристосувань. В окремих випадках тетраподи можуть виготовлятися з підйомними петлями, розташованими вздовж осі кожного конуса або з одною петлею, розташованою по осі одного з конусів основи.
Через те, що тетраподи використовують в агресивному середовищі, яким є морська вода, їх виготовляють з гідротехнічного бетону марки не нижче 300 по міцності на стиснення. Тетраподи мають бути морозостійкими і водонепроникними.
Марки тетраподів Т-1,5 (1,5 тони, висота 134 см), Т-3,0 (3 тони, висота 170 см), Т-5,0 (5 тон, висота 207 см), Т-7,8 (7,8 тон, висота 235 см), Т-13 (13 тон, висота 279 см), Т-20 (20 тон, висота 310 см).

## Маріупольські художні тетраподи
Одним з основних виробників тетраподів в Україні є Маріупольське проєктно-будівельне підприємство «Азовінтекс». 2013 року «Азовінтекс» передав Маріуполю близько 80-ти тетраподів, які до Дня міста були художньо розписані професійними художниками і аматорами в найрізноманітніших стилях від експресіонізму до петриківського розпису. Для нанесення малюнків використовували вологостійкі та морозостійкі акрилові фарби (всього було використано понад 50 2,5-літрових банок фарби TITAN FACADE сорока відтінків), а потім конструкції покривалися лаком. Професійні художники на розпис одного триметрового тетрапода витрачали від двох днів до тижня, виходячи з складності малюнка.
Ініціатива була продовжена в 2014 році. Художні тетраподи були виставлені в Центрі відпочинку «Акварель», найбільших площах міста — площі Леніна і Ленінського Комсомолу, а також на вулиці Апатова, в міських парках і скверах. Після початку російської збройної агресії на сході України частина тетраподів була використана для зміцнення блок-постів навколо міста. Тетраподи і тетраподоподібні конструкції як протитанкові інженерні загородження використовували і раніше, зокрема швейцарці у часи Другої світової війни.

### Галерея маріупольських тетраподів

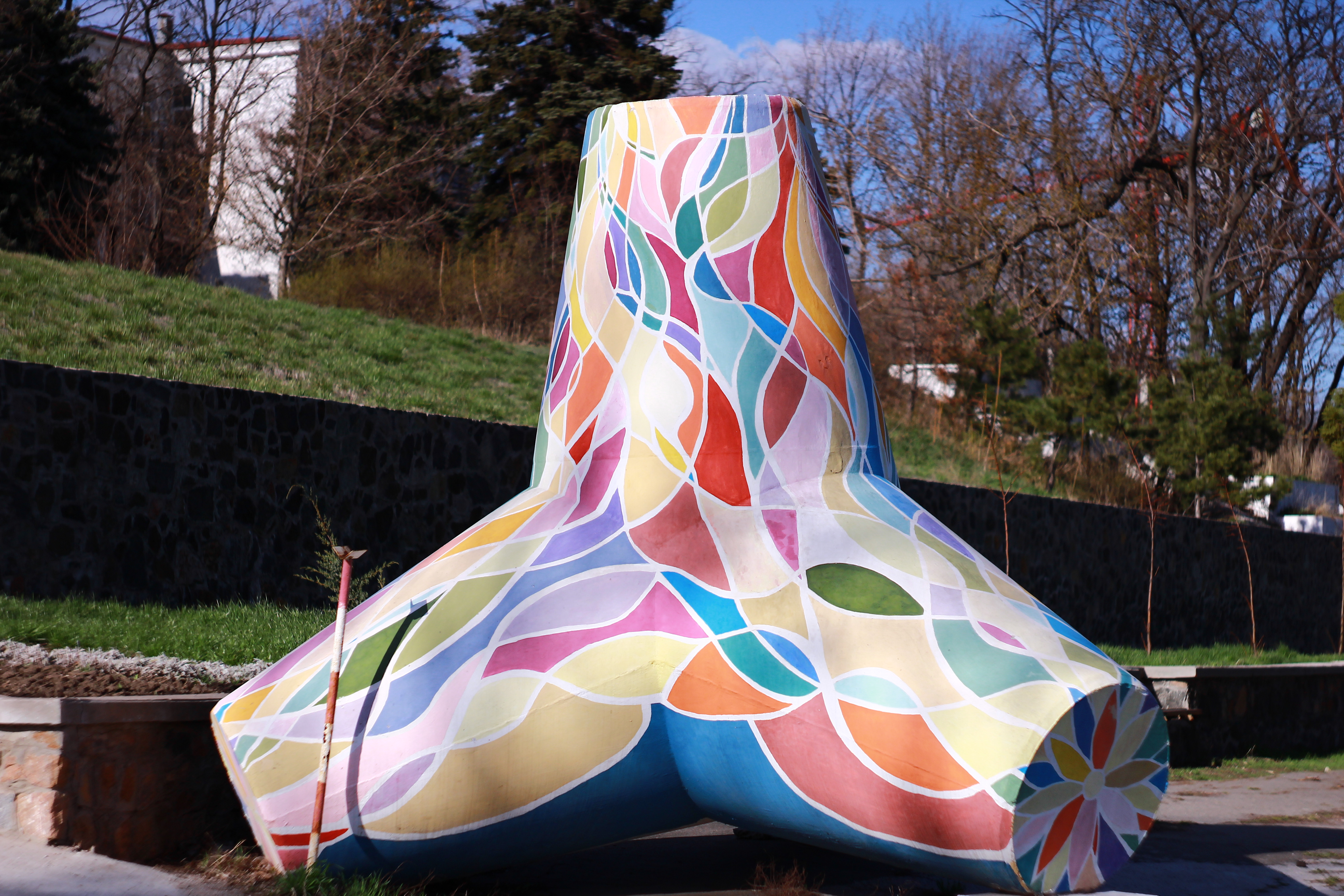
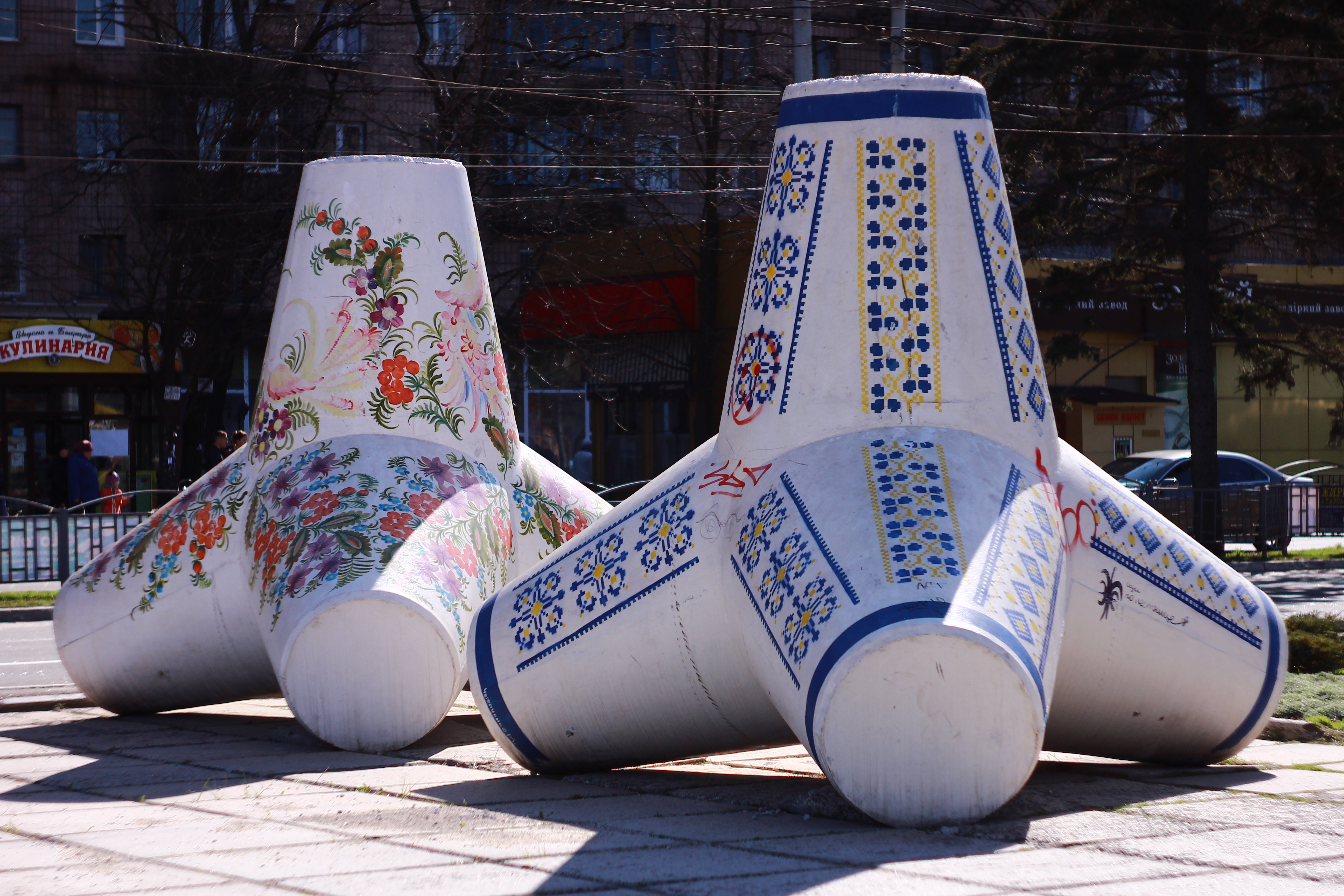
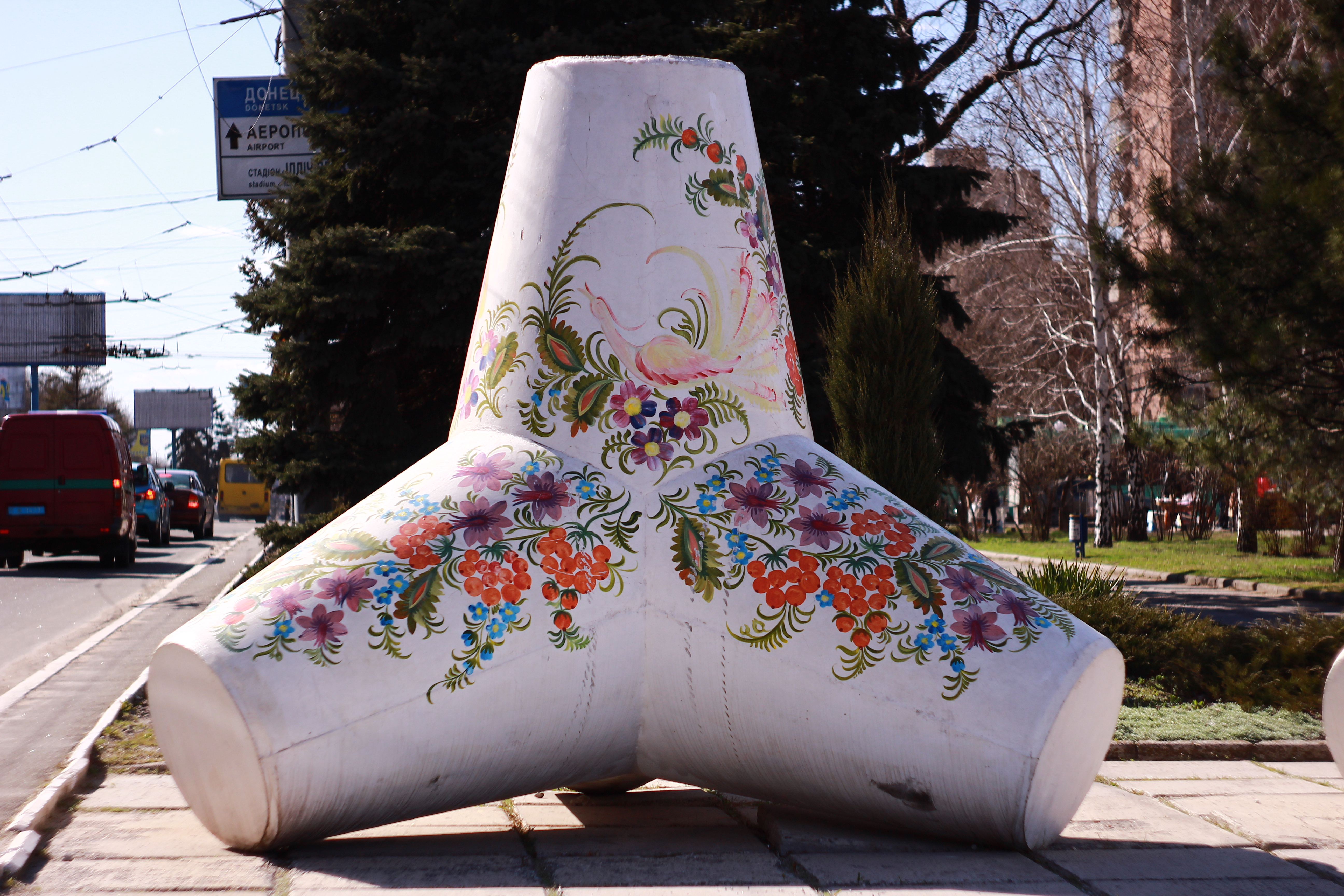
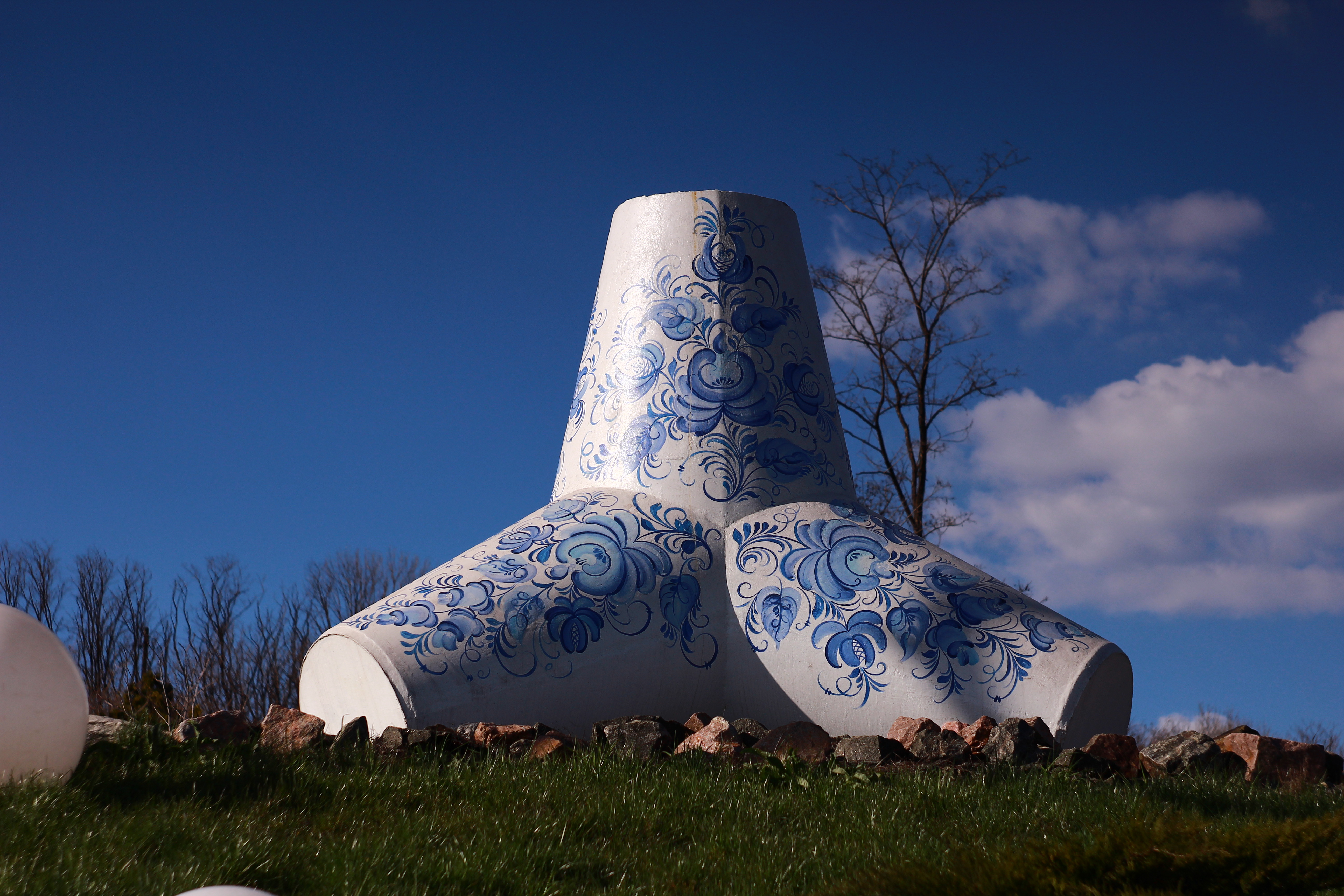